# O'Kelly de Galway
O'Kelly de Galway is een Zuid-Nederlandse adellijke familie van Ierse origine.

## Emmanuel O'Kelly
- Emmanuel François Hubert O'Kelly (Brussel, 3 november 1765 - Den Haag, 5 februari 1840), gekend als O'Kelly de Galway, trouwde in 1805 met Marie-Colette van der Banck (Oostende, 1778 - Brussel, 1840). Hij was een zoon van Philippe-Jean O'Kelly, licentiaat in de rechten en advocaat, wapenheraut voor Henegouwen, raadsheer-assessor van de drossaard van het Land van Brabant, en van Anne de Bareige. Ze hadden een zoon en een dochter. Emmanuel was licentiaat in de rechten, advocaat en raadsheer bij de Hoge Raad van de Adel in Den Haag. Hij overleed in Den Haag, wat er kan op wijzen dat hij trouw bleef aan Oranje. Weliswaar overleed zijn weduwe enkele maanden later in Brussel. Bij zijn nakomelingen heerste enige verwarring over de familienaam: sommige zijn bij de geboorte ingeschreven als O'Kelly, andere als 'O'Kelly de Galway.
  - Jean Prosper Désiré O'Kelly (1807-1843) was getrouwd met Dorothée Volcke (1806-1868). Ze kregen vier kinderen, onder wie Alphonse en Louis O'Kelly (zie hierna). Prosper was ambtenaar bij de Hoge Raad van de Adel in den Haag, als jurist en heraldist. Hij overleed kort na zijn vader.

## Alphonse O'Kelly
Alphonse Charles Albert O'Kelly (Brussel, 24 juli 1834 - Parijs, 20 april 1916), was ambtenaar bij het Belgisch ministerie van Binnenlandse Zaken. Hij trouwde achtereenvolgens met Emma Bousmans (1849-1874) en met Inès Liquette.
Uit het eerste huwelijk sproten vier kinderen die zeer jong stierven, zodat deze familietak bij zijn dood uitdoofde.

## Louis O'Kelly
- Louis François Joseph O'Kelly (Brussel, 29 december 1836 - Halle, 13 januari 1914) trouwde in 1860 met Fanny Wissinger (1839-1909). Het echtpaar kreeg elf kinderen en woonde achtereenvolgens in Wezet, Buizingen, Sint-Genesius-Rode en Halle. In 1903 kregen hun zoons bij vonnis van de rechtbank in Brussel officieel de naam O'Kelly de Galway. 
  - Rodolphe Marie Joseph Alphonse Philippe O'Kelly de Galway (1859-1939) trouwde met Berthe Zoude (1865-1934). Ze kregen acht kinderen: een zoon werd priester, een dochter kloosterzuster, slechts één dochter trouwde en de andere bleven ongehuwd. De meesten stierven eerder dan de vader. De familietak doofde uit bij het overlijden van de dochter Suzanne in 1972.
  - André Marie Joseph Louis Emmanuel 0'Kelly de Galway (1863-1930) trouwde in 1893 met Eleonore Haakman (1866-1944). Ze kregen twee dochters en bij zijn overlijden doofde deze familietak uit.
  - Léopold Marie Joseph Louis André Rodolphe Charles O'Kelly de Galway (1869-1941), ingenieur, trouwde in 1894 met Marguerite Winssinger (1873-1956). Ze kregen vijf kinderen, van wie alleen de jongste dochter trouwde. De familietak doofde uit bij het overlijden van zijn ongehuwde zoon Antoine (1896-1982), landbouwingenieur.
  - Charles O'Kelly, (1865-1951) was jezuïet.
  - Joseph Marie Emile Rodolphe Ghislain Corneille Martin 0'Kelly de Galway (1872-1910) trouwde in 1898 met Henriette Winssinger (1873-1955). Ze kregen drie kinderen en de familietak doofde uit bij het overlijden van Hélène O'Kelly (1906-1994).
  - Philippe Marie Joseph Rodolphe Louis Gabriël Jean O'Kelly de Galway (1876-1927) trouwde in 1907 met Frida de Fabribesckers de Cortils (1876-1914), met wie hij drie kinderen had, en in 1915 met Marie-Léopoldine le Clément de Saint-Marcq (1878-1977). Hij was jurist en heraldist.
    - Donald-Rodolphe O'Kelly de Galway (1909-2000) trouwde in 1935 met Maureen Ormancey (°1910). Ze kregen vijf kinderen, met afstammelingen tot heden.

  - Leopold Marie Joseph Augustin Ghislain Rodolphe Léon O'Kelly de Galway (1878-1939) trouwde in 1909 met Charlotte Janssens (1865-1925) en in 1928 met Valérie Voet (1899-1994). Uit het tweede bed kwam een enige dochter, de laatste naamdrager van deze familietak.
  - Robert Marie Joseph Victor Charles Ghislain Rodolphe Armand O'Kelly de Galway (1880-1933) trouwde in 1910 met Louise le Clément de Saint-Marcq (1880-1955). Ze kregen zeven kinderen. De familietak is uitgedoofd.
    - Alberic O'Kelly de Galway (1911-1980), wereldkampioen schaken per correspondentie, trouwde met Louise Keyl (1913-2000). Hun zoon Roguy O'Kelly (1937-1982) bleef kinderloos en bij zijn overlijden doofde deze familietak uit.

  - Jean Marie Joseph Edmond Ghislain Louis Rodolphe, genaamd John O'Kelly de Galway (1884-1971), trouwde in 1911 met Leontine Divry (1888-1971). Ze kregen drie dochters. Het gezin bewoonde het kasteel van Saint-Remy-lez-Chimay. De laatste naamdraagster van deze familietak was Renée O'Kelly (1927-2003).